# Elasmostethus cruciatus
Elasmostethus cruciatus – gatunek pluskwiaka z podrzędu różnoskrzydłych i rodziny puklicowatych.

## Zasięg występowania
Gatunek ten występuje w USA i Kanadzie ord Atlantyku po Pacyfik, na południu sięgając do północnej Georgii, Teksasu, Nowego Meksyku i Kalifornii .

## Budowa ciała
Osiąga 8 - 10 mm długości.

## Biologia i ekologia
Roślinami żywicielskimi są gatunki z rodzaju olsza.
Postacie dorosłe zimują pod korą drzew, w ściółce itp..